# 泰于
泰于（法語：Théus）是法国上阿尔卑斯省的一个市镇，位于该省南部，属于加普区。该市镇的总面积为16.71平方公里，2009年时的人口为200人。

## 人口
泰于人口变化图示
| 数据来源：INSEE |